# Cantón Quero
Cantón Quero är en kanton i Ecuador.   Den ligger i provinsen Tungurahua, i den centrala delen av landet, 130 km söder om huvudstaden Quito.